# Constanze Kirchner

Constanze Kirchner, 2016

Constanze Kirchner (* 1962) ist deutsche Kunstpädagogin und Professorin.

## Leben
Constanze Kirchner studierte von 1982 bis 1986 das Lehramt an Grundschulen an der Johann Wolfgang Goethe-Universität in Frankfurt am Main mit den Fächern Kunstpädagogik, Deutsch und Sachunterricht. Von 1986 bis 1989 schloss sich ein Zweitstudium mit Kunstpädagogik, Soziologie und Psychologie an (Magister Artium) ebenfalls an der Johann Wolfgang Goethe-Universität in Frankfurt am Main an, wo sie 1998 auch mit einer Dissertation zur Vermittlung zeitgenössischer Kunst in der Primarstufe promoviert wurde. Von 1989 bis 1998 arbeitete Kirchner als Grundschullehrerin, von 1998 bis 2001 als Dozentin an der Justus-Liebig-Universität in Gießen. Seit 2001 ist sie Inhaberin des Lehrstuhls für Kunstpädagogik an der Universität Augsburg.
Ihre Arbeitsschwerpunkte liegen in den Bereichen didaktischer Theorie, der Untersuchung des ästhetischen Verhaltens und des bildnerischen Ausdrucks von Kindern und Jugendlichen, der Kreativitätsförderung sowie der Lehr-/ Lernforschung zur Qualität im Kunstunterricht. Seit 1995 ist Constanze Kirchner Mitherausgeberin der Zeitschrift Kunst+Unterricht, die sie mit ihrem fachdidaktischen Konzept geprägt hat, seit 2012 ist sie Mitherausgeberin der Reihe KREAplus im kopaed-Verlag München.

## Schriften (Auswahl)
- Kunst unterrichten. Didaktische Grundlagen und schülerorientierte Vermittlung (mit J. Kirschenmann). Klett I Kallmeyer, Seelze 2015, ISBN 978-3-7800-4828-8
- Identitätsbildung im Kunstunterricht. Selbstinszenierung, Rollenspiele und gestalterischer Ausdruck. In: Hagedorn, Jörg (Hg.): Jugend, Schule und Identität. Selbstwerdung und Identitätskonstruktion im Kontext Schule. Springer VS, Wiesbaden 2014, ISBN 978-3-6580-3669-0, S. 503–517
- Grundlagen des Kunstunterrichts. In: Kirchner, Constanze (Hg.): Kunst – Didaktik für die Grundschule. Cornelsen Scriptor, Berlin 2013, ISBN 978-3-5891-6211-6, S. 9–35
- Kompetenzorientierung im Kunstunterricht: Problemlage und Diskussionsstand. In: Kirchner, Constanze (Hg.): Kunstunterricht. Band 6 der Reihe Kompetent im Unterricht der Grundschule. Schneider Verlag Hohengehren, Baltmannsweiler 2012, ISBN 978-3-8340-1007-0, S. 3–45
- Forschungsstand und Forschungsperspektiven zur Kinder- und Jugendzeichnung (mit Kirschenmann, J./ Miller M.). In: Kirchner, Constanze / Kirschenmann, Johannes / Miller, Monika (Hg.): Kinderzeichnung und jugendkultureller Ausdruck. Forschungsstand – Forschungsperspektiven. kopaed, München 2010, ISBN 978-3-8673-6123-1, S. 9–14
- Kreativität in der Grundschule erfolgreich fördern. Arbeitsblätter, Übungen, Unterrichtseinheiten und empirische Untersuchungsergebnisse (mit Georg Peez). Westermann, Braunschweig 2009, ISBN 978-3-1416-2114-3
- Kunstpädagogik für die Grundschule. Klinkhardt, Bad Heilbrunn 2009, ISBN 978-3-7815-1688-5
- Kinder & Kunst. Was Erwachsene wissen sollten. Kallmeyer, Seelze-Velber 2008, ISBN 978-3-7800-8028-8
- Kunstunterricht – eine Einführung. In: Kirchner, Constanze (Hg.): Kunstunterricht in der Grundschule. Lehrer-Bücherei: Grundschule. Cornelsen Scriptor, Berlin 2007, ISBN 978-3-5890-5114-4, S. 8–31
- Ästhetische Bildung und Identität (mit M. Schiefer Ferrari / K. H. Spinner). In: Kirchner, Constanze / Schiefer Ferrari, Markus / Spinner, Kaspar H. (Hg.): Ästhetische Bildung und Identität. Fächerverbindende Vorschläge für die Sekundarstufe I und II. kopaed, München 2006, ISBN 978-3-9380-2868-1, S. 11–33
- Universität Augsburg – Kunst am Campus (mit Hans-Otto Mühleisen), Kunstverlag Josef Fink, Lindenberg/Allgäu 2005, ISBN 978-3-89870-216-4 (Digitalisat)
- Kunstunterricht als Werkstatt. Aspekte ästhetischer Erfahrungs- und Lernprozesse im Werkstattunterricht (mit G. Peez). In: Kirchner, Constanze / Peez, Georg (Hg.): Werkstatt: Kunst. Anregungen zu ästhetischen Erfahrungs- und Lernprozessen im Werkstattunterricht. Books on Demand, Hannover 2001. 2. Aufl. Norderstedt 2005, ISBN 978-3-8334-3601-7, S. 8–21
- Kinder und Kunst der Gegenwart: Zur Erfahrung mit zeitgenössischer Kunst in der Grundschule. Kallmeyer, Seelze 1999, ISBN 978-3-7800-2017-8
- Praxis und Konzept des Kunstunterrichts (mit G. Otto). In: Kirchner, Constanze / Otto, Gunter (Hg.): Praxis und Konzept des Kunstunterrichts (Themenheft), Kunst+Unterricht 223/224/1998, Friedrich Verlag, S. 4–11
- Natur und Tiere in der Kunst. Eine Materialsammlung für die Klassenstufen 3/4 und 5/6 (mit J. Kirschenmann). Kallmeyer, Velber 1997, ISBN 978-3-7800-2004-8
- Was interessiert Kinder und Jugendliche an zeitgenössischer Kunst? Die documenta als pädagogische Chance. In: Kunst+Unterricht 213/1997, Friedrich Verlag, S. 50–53